# Çerkezköy
Çerkezköy là một huyện thuộc tỉnh Tekirdağ, Thổ Nhĩ Kỳ. Huyện có diện tích 326 km² và dân số thời điểm năm 2007 là 131723 người, mật độ 404 người/km².